# Albin Lesky
Albin Lesky (* 7. Juli 1896 in Graz; † 28. Februar 1981 in Innsbruck) war ein österreichischer Klassischer Philologe.

## Leben
Nach einem Studium der Klassischen Philologie erhielt Lesky 1924 in Graz seine erste Dozentur. In den Jahren 1920 bis 1932 unterrichtete er als Lehrer am Akademischen Gymnasium in Graz. 1932 wurde er zum außerordentlichen Professor für Gräzistik in Wien berufen, 1936 zum ordentlichen Professor in Innsbruck. Dort war er 1937/37 Dekan und 1942 Prorektor.
Lesky beantragte am 16. Dezember 1938 die Aufnahme in die NSDAP und wurde zum 1. November 1939 aufgenommen (Mitgliedsnummer 7.252.762). Lesky konnte jedoch nach dem Krieg glaubhaft machen, dass er der NSDAP nur aus karrierepolitischen Motiven beigetreten war. Als ehemaliges NSDAP-Mitglied war er nach Ende des Zweiten Weltkriegs registrierungspflichtig, konnte jedoch seinen Beruf schon 1946 nach einem Bescheid der Entnazifizierungskommission wieder ausüben. 1949 folgte er einem Ruf zurück an die Universität Wien, wo er bis zu seiner Emeritierung im Jahre 1967 tätig war. 1958/59 war er Dekan, 1963/64 zudem Rektor der Universität.
Einen Schwerpunkt seiner Forschungsarbeit bildete das griechische Epos und sein Bezug zum Mythos. Seine Studie über die griechische Tragödie und seine Geschichte der griechischen Literatur wurden zu philologischen Standardwerken. Daneben verfasste Lesky zahlreiche Artikel für die Neubearbeitung von Paulys Realencyclopädie der classischen Altertumswissenschaft (RE), Untersuchungen zur Rezeptionsgeschichte Homers sowie eine Studie über die kretische Linearschrift B.
Albin Lesky wurde 1942 zum korrespondierenden Mitglied der österreichischen Akademie der Wissenschaften. Von 1945 bis 1948 war die Mitgliedschaft wegen seiner Registrierung als NSDAP-Mitglied ruhendgestellt. 1950 wurde Lesky zum ordentlichen Mitglied gewählt. Darüber hinaus war er von 1963 bis 1969 deren Vize-Präsident und 1969/1970 deren Präsident. In dieser Funktion setzte er sich besonders für den Erhalt der humanistischen Gymnasien in Österreich ein. Zu seinen anderen wissenschaftlichen Mitgliedschaften zählte auch die eines korrespondierenden Mitgliedes des Deutschen Archäologischen Instituts.
Albin Lesky, ein Neffe des Komponisten Robert Stolz, war nach einer geschiedenen Ehe, aus der sein Sohn, Peter Albin Lesky (1926–2008), hervorgegangen war, mit der Medizinhistorikerin und Professorin Erna Lesky (1911–1986) verheiratet.

## Ehrungen
Für seine wissenschaftlichen Verdienste erhielt Lesky zahlreiche Auszeichnungen und Ehrendoktorwürden, u. a. der Universitäten von Innsbruck, Athen, Gent, Glasgow, Thessaloniki sowie einen Dr. h.c. rer. pol. der Universität Graz. Seit 1958 war er korrespondierendes Mitglied der Bayerischen, seit 1959 der Heidelberger Akademie der Wissenschaften. und seit 1966 der British Academy.
Im Jahr 1994 wurde in Wien-Donaustadt (22. Bezirk) die Leskygasse nach Erna und Albin Lesky benannt. Von 1998 bis 2023 war auch ein Tor am Campus der Universität Wien nach dem Ehepaar benannt, bevor es aufgrund der nationalsozialistischen Verstrickungen beider umbenannt wurde.

## Auszeichnungen
- 1959: Wilhelm-Hartel-Preis der Österreichischen Akademie
- 1964: Österreichisches Ehrenzeichen für Wissenschaft und Kunst
- 1966: Purkyne-Medaille der Jan-Evangelista-Purkyně-Universität Brünn
- 1970: Preis der Stadt Wien für Geisteswissenschaften
- 1971: Ehrenring der Stadt Wien
- 1971: Pour le mérite für Wissenschaft und Künste
- 1971: Ehrendoktor der Universität Graz
- 1973: Hansischer Goethe-Preis

## Schriften (Auswahl)
- Strom ohne Brücke. Leykam, Graz 1918.
- Alkestis, der Mythus und das Drama. Hölder-Pichler-Tempsky, Wien 1925.
- Die griechische Tragödie. Kröner, Stuttgart 1938.
- Der Kosmos der Choephoren. Hölder-Pichler-Tempsky, Wien 1943.
- Humanismus als Erbe und Aufgabe. Rauch, Innsbruck 1946.
- Erziehung. Tyrolia, Innsbruck 1946.
- Thalatta. Rohrer, Wien 1947.
- Die Maske des Thamyris. Rohrer, Wien 1951.
- Sophokles und das Humane. Rohrer, Wien 1952.
- Die Homerforschung in der Gegenwart. Sexl, Wien 1952.
- Die Entzifferung von Linear B. Rohrer, Wien 1954.
- Die tragische Dichtung der Hellenen. Vandenhoeck & Ruprecht, Göttingen 1956.
- Geschichte der griechischen Literatur. Francke, Bern 1957; 2. Auflage Bern/München 1963; 3., neu bearbeitete und erweiterte Auflage. Bern/München 1971.
- Göttliche und menschliche Motivation im homerischen Epos. Winter, Heidelberg 1961.
- Gesammelte Schriften. Francke, Bern 1966.
- Homeros. Druckenmüller, Stuttgart 1967.
- Herakles und das Ketos. Österreichische Akademie der Wissenschaften, Wien 1967.
- Vom Eros der Hellenen. Vandenhoeck & Ruprecht, Göttingen 1976.
- Epos, Epyllion und Lehrgedicht. In: Ernst Vogt (Hrsg.): Griechische Literatur. Wiesbaden 1981 (= Neues Handbuch der Literaturwissenschaft. Band 2), S. 19–72.